# Больница Общества донских врачей
Больница Общества донских врачей  — больница Общества донских врачей имени Платона Гавриловича Луковкина в городе Новочеркасске Ростовской области. Объект культурного наследия регионального значения (Решение Малого совета № 325 от 17.12.1992).
Адрес: г. Новочеркасск, Красноармейская улица, д. 30.

## История
Общество донских врачей было создано в городе Новочеркасске в 1871 году. Работать официально оно стало с 18 декабря 1871 года. В свое время Общество играло большую роль в развитии медицины и здравоохранения на Дону и на всём Северном Кавказе.
Почётными членами общества (1879 год) были профессора Н. И. Пирогов, С. П. Боткин; действительными членами: М. А. Ажогин, М. Г. Воробьев, М. И. Грузинов, Ф. Н. Денисов, И. П. Королькевич, И. Ф. Косоротов, А. И. Кушнарев, Н. А. Петровский, П. В. Миненков и др. Общество функционировало на благотворительные средства и взносы его членов.
Крупным благотворителем был генерал Платон Гаврилович Луковкин, пожертвовавший обществу дом и свои земли. Позднее его именем была названа больница для бедных женщин, которая была открыта в 1875 году, больница Общества, открытая в 1913 году. В члены общества принимались открытым голосованием, правление избиралось закрытым подсчетом голосов.  В  Обществе была библиотека, выписывавшая все издававшиеся в России медицинские журналы, а также некоторые зарубежные издания.
В 1885 году Общество разработало новый Устав и правила «Обязанности и права врачей».  В 1890-х годах и в начале XX века наиболее активными были Общества врачей в Ростове и Нахичевани-на-Дону. В эти годы члены общества решали как врачебно-практические задачи, так и научные задачи.
В работах Общества в 1902-1903 годы рассматривались «обстоятельные» сведения демографического характера, например, «К вопросу о населении, рождаемости и смертности г. Ростова-на-Дону» городского санитарного врача С. Д. Смирнова, доклад главного врача Ростовской городской больницы Н. В. Парийского на очередном заседании Общества «Об организации борьбы с бугорчаткой» и др.
В 1917 году деятельность медицинских обществ на Дону была приостановлена. Однако, построенная для Общества больница на улице Красноармейской, 30 продолжала функционирование. В 1989 году она поменяла название и стала городской больницей № 2.

## Архитектурные особенности
Больница «Общества Донских врачей» в Новочеркасске находится на улице Красноармейской 30. Кирпичное оштукатуренное трехэтажное здание больницы с четырехскатной крышей построено в 1913 году в стиле позднего модерна.  Автором проекта был архитектор С. И. Болдырев. Для своего времени новое лечебное учреждение было прогрессивным. В здании была блочная структура палат, исключавшая распространение инфекций, вентиляция и водяное отопление.
В  архитектуре здания акцентированы центральные и симметричные боковые ризалиты, расположенные на уровне второго и третьего этажей.
Линейный рисунок фасада  усилен вертикалями прямоугольных окон,  пилястрами гладкой поверхности стены, нижним этажом с имитацией продольного руста.  Архитектурный образ здания усиливают памятные надписи и символы.
Над резной деревянной дверью входа находились барельефы русских врачей Н. И. Пирогова и С. П. Боткина. Под фронтоном здания  размещена овитая змеей ваза, представляющая собой символ медицины, и текст: «Общество донских врачей». Еще выше находился герб Российской империи. В левой верхней части фасада сделана надпись: «Имени Алексея Васильевича Аверькова, амбулатория, 1872 г.»; справа —  «Имени Платона Гавриловича Луковкина, больница 1913». Надписями отмечалась заслуга этих людей в сооружении больницы "Общества донских врачей» и их вклад в Общество.
В 2003 году проводился капитальный ремонт здания и обустройство самой больницы. Фасаду здания был возвращен первоначальный облик. Транш Банка реконструкции и развития позволил оснастить больницу новейшей медицинской аппаратурой.
Ныне здание относится к объектам культурного наследия регионального значения. В настоящее время его занимает городская больница скорой медицинской помощи.